# Qoroq (ort i Khorasan)
Qoroq (persiska: قرق) är en ort i Iran.   Den ligger i provinsen Khorasan, i den nordöstra delen av landet, 700 km öster om huvudstaden Teheran. Qoroq ligger 1 421 meter över havet och antalet invånare är 235.
Terrängen runt Qoroq är huvudsakligen kuperad, men söderut är den platt.Runt Qoroq är det ganska glesbefolkat, med 35 invånare per kvadratkilometer. Närmaste större samhälle är Sark, 18,0 km söder om Qoroq. Omgivningarna runt Qoroq är i huvudsak ett öppet busklandskap.